# Finanzausgleich (Österreich)
Der Finanzausgleich in Österreich regelt die Aufteilung der Finanzmittel des Staates (insbesondere aus Steuern und Abgaben) auf die einzelnen Gebietskörperschaften (Bund, Länder, Gemeinden). Dieses finanzpolitische Instrument versucht eine koordinierte Finanzgebarung zwischen den Gebietskörperschaften, den intermediären Finanzgewalten und öffentlichen Unternehmen bzw. Unternehmensbeteiligungen zu schaffen. Hierzu werden einerseits die Aufgaben und die daraus resultierenden Ausgaben (=passiver Finanzausgleich) und die Einnahmen (=aktiver Finanzausgleich) verteilt.

## Grundsätzliches
Das Finanzverfassungsgesetz (F-VG), verankert in Artikel 13 des Bundesverfassungsgesetzes (B-VG), regelt laut § 1 den Wirkungsbereich des Bundes und der Länder auf dem Gebiet des Finanzwesens. Das F-VG überlässt dem einfachen Bundesgesetzgeber die Verteilung der Besteuerungsrechte, womit in Wahrheit das Finanzausgleichsgesetz die Kompetenzverteilung auf dem Gebiet des Abgabewesens durchführt und nicht das, wie im Artikel 13 B-VG verheißene Finanzverfassungsgesetz, das eigentlich nur den Rahmen zur Verteilung vorgibt. Dieser Rahmen beinhaltet die Abgabentypen, die im § 6 (1) mit all ihren Haupt- und Nebenformen geregelt sind, sowie gibt er das Lastenausgleichs- und das Kostentragungsprinzip vor.
Eine Besonderheit des FAG ist auf der einen Seite die zeitliche Befristung, die mit dem FAG 1989, BGBl Nr. 687/1988 auf 4 Jahre festgelegt wurde, auf der anderen Seite, dass es nicht von der Bundesregierung, sondern von den Finanzausgleichspartnern ausgehandelt wird. Sollte zum Zeitpunkt des Außerkrafttretens der jeweiligen Finanzausgleichsgesetzes kein neuer Finanzausgleich geregelt sein, so gelten bestimmte Übergangsregeln (vgl. dazu § 28 FAG 2001, § 26 Abs. 3 FAG 2005).
Verhandlungspartner / Finanzausgleichspartnern
1. Bund: Bundesministerium für Finanzen
2. Bundesländer: Landeshauptleute bzw. deren Landesfinanzreferenten
3. Österreichischer Städtebund
4. Österreichischer Gemeindebund

## Grundsätze: Lastenausgleichs- und Kostentragungsprinzip
Das Kostentragungsprinzip nach § 2 F-VG 1948 besagt, dass der Bund und die übrigen Gebietskörperschaften die Kosten tragen, die sich aus der Besorgung ihrer Aufgaben ergeben, sofern die zuständige Gesetzgebung nichts anderes vorsieht. Das Lastenausgleichsprinzip, geregelt im § 4 F-VG 1948, sieht vor, dass die Verteilung der Lasten der öffentlichen Verwaltung so zu erfolgen hat, dass die Grenzen der Leistungsfähigkeit nicht überschritten werden.

## Passiver Finanzausgleich
Alle nicht gemäß Artikel 10(1) Punkt 1-18 B-VG dem Bund zugeteilte Aufgaben, sind gem. Art. 15(1) B-VG dem Wirkungsbereich der Länder zugeteilt. Darüber hinaus sind gewisse Mindestaufgaben der Gemeinden geregelt (z. B.: Straßennetze, Wasserversorgung, Flächenwidmung …)
Kostenüberwälzung:
Unter Kostenüberwälzung versteht man die Verlagerung der Ausgaben, die keinerlei Zustimmung des neuen Kostenträgers bedarf. Generell hätte laut Kostentragungsprinzip diejenige Gebietskörperschaft die Kosten zu tragen, die in ihren Bereich fallen. Gem. § 2 F-VG 1948 ist es jedoch dem Bundesgesetzgeber möglich Kosten auf Länder und Gemeinden zu übertragen, die im Bereich des Bundes anzusiedeln sind. Um nicht unbeschränkt eine Kostenüberwälzung zu ermöglichen, regelt § 4 F-VG Grenzen. Eine Kostenüberwälzung von den Ländern auf den Bund ist nicht möglich. Die Landesgesetzgebung wiederum kann Kosten auf die Gemeinden umwälzen.

## Aktiver Finanzausgleich
Der aktive Finanzausgleich regelt die einnahmenseitige Verteilung, wobei zur Gestaltung der Einnahmenstruktur in Österreich insbesondere das Verbundsystem dominiert. Hierbei wird die Steuerhoheit auf der Ebene des Bundes konzentriert und die übrigen Gebietskörperschaften haben ein Anrecht auf einen Anteil aus den Steuereinnahmen.

### Vertikaler Finanzausgleich
Der vertikale Finanzausgleich dient vor allem der Aufteilung der Ertragsteile der gemeinschaftlichen Bundesabgaben zwischen Bund, Gesamtheit der Länder und Gesamtheit der Gemeinden.
Transferzahlungen:
- Schlüsselzuweisungen / Finanzzuweisungen
- Bedarfszuweisungen
- Zweckzuschüssen

Diese, im F-VG 1948 Artikel III (§§ 12 und 13) sowie im FAG 2001 Artikel III (§§ 20 – 25) geregelten Zuweisungen ermächtigen vor allem den Bund, zusätzliche Dotationen an Länder und Gemeinden zu gewähren.

### Horizontaler Finanzausgleich
Der horizontale Finanzausgleich regelt die Aufteilung der finanziellen Mittel zwischen den einzelnen, gleichrangigen Gebietskörperschaften.
- Aufkommensprinzip: Die Steuereinnahmen fließen dem Land zu, dessen Finanzbehörde sie eingenommen hat.
- Bedarfsprinzip: Die länderweise unterschiedlichen Aufkommensbedarfe werden zusätzlich angemessen berücksichtigt.

Volkszahl (=Wohnbevölkerung)
Im Wesentlichen werden die Aufteilungen nach der (unveredelten) Volkszahl (§ 10(9) FAG 2001, § 9(9) FAG 2005) auf Landesebene und nach dem abgestuften Bevölkerungsschlüssel (auch als veredelte Volkszahl bezeichnet) auf Gemeindeebene durchgeführt.
Diese veredelte Volkszahl wird gebildet, indem die Einwohnerzahl laut Volkszählung mit einem Faktor multipliziert wird. Dieser beträgt (Stand 2005):
- bei Gemeinden bis 10.000 Einwohner: 1 1/3
- bei Gemeinden bis 20.000 Einwohner: 1 2/3
- bei Gemeinden bis 50.000 Einwohner: 2

(ebenso für die Statutarstädte Rust, Eisenstadt und Waidhofen an der Ybbs)
- bei Gemeinden über 50.000 Einwohner: 2 1/3

Zusätzlich gibt es noch Einschleifregelungen für Gemeinden, welche eine höhere Einstufung nur knapp verfehlen. Durch diese Berechnung wird berücksichtigt, dass größere Gemeinden auch überregionale Aufgaben wahrnehmen müssen, die dann auch den kleinen Gemeinden in der Nachbarschaft zugutekommen.
Sieht man von der Tabaksteuer und der Elektrizitäts- und Erdgasabgabe ab, werden alle wichtigen Bundesabgaben zwischen Bund, Ländern und Gemeinden geteilt.